# Гонсалес, Диего Луис
Дие́го Луи́с Гонса́лес Алькара́с (исп. Diego Luis González Alcaraz; род. 7 января 2003) — парагвайский футболист, нападающий клуба «Лацио», выступающий на правах аренды за клуб «Атлас». Участник Олимпийских игр 2024 в Париже.

## Клубная карьера
Гонсалес — воспитанник клубов «Либертад» и панамского «Коста дель Эсте». В 2021 году он дебютировал в панамской Примере. Летом того же года Диего на правах аренды перешёл в перуанский «Универсидад Сан-Мартин». 15 августа в матче против «Спорт Бойз» он дебютировал в перуанской Примере. В начале 2022 года Гонсалес перешёл в мексиканскую «Селаю». 30 января в матче против «Райя 2» он дебютировал в Ассенсо МХ. 23 марта в поединке против «Дорадос де Синалоа» Диего забил свой первый гол за «Селаю». 
В начале 2023 года Гонсалес на правах аренды перешёл в итальянский «Лацио». 

## Международная карьера
В 2023 году в составе молодёжной сборной Парагвая Гонсалес принял участие в молодёжном чемпионате Южной Америки в Колумбии. На турнире он сыграл в матчах против сборных Аргентины, Перу, Венесуэлы, Уругвая, Эквадора, а также дважды Колумбии и Бразилии. В поединках против перуанцев и эквадорцев Диего забил по голу.
В 2024 году Гонсалес был включён в заявку олимпийской сборной Парагвая на участие в Олимпийских играх в Париже. На турнире он был запасным и на поле не вышел.